# 巴帕瓦迪·乍伦拉达那达拉恭

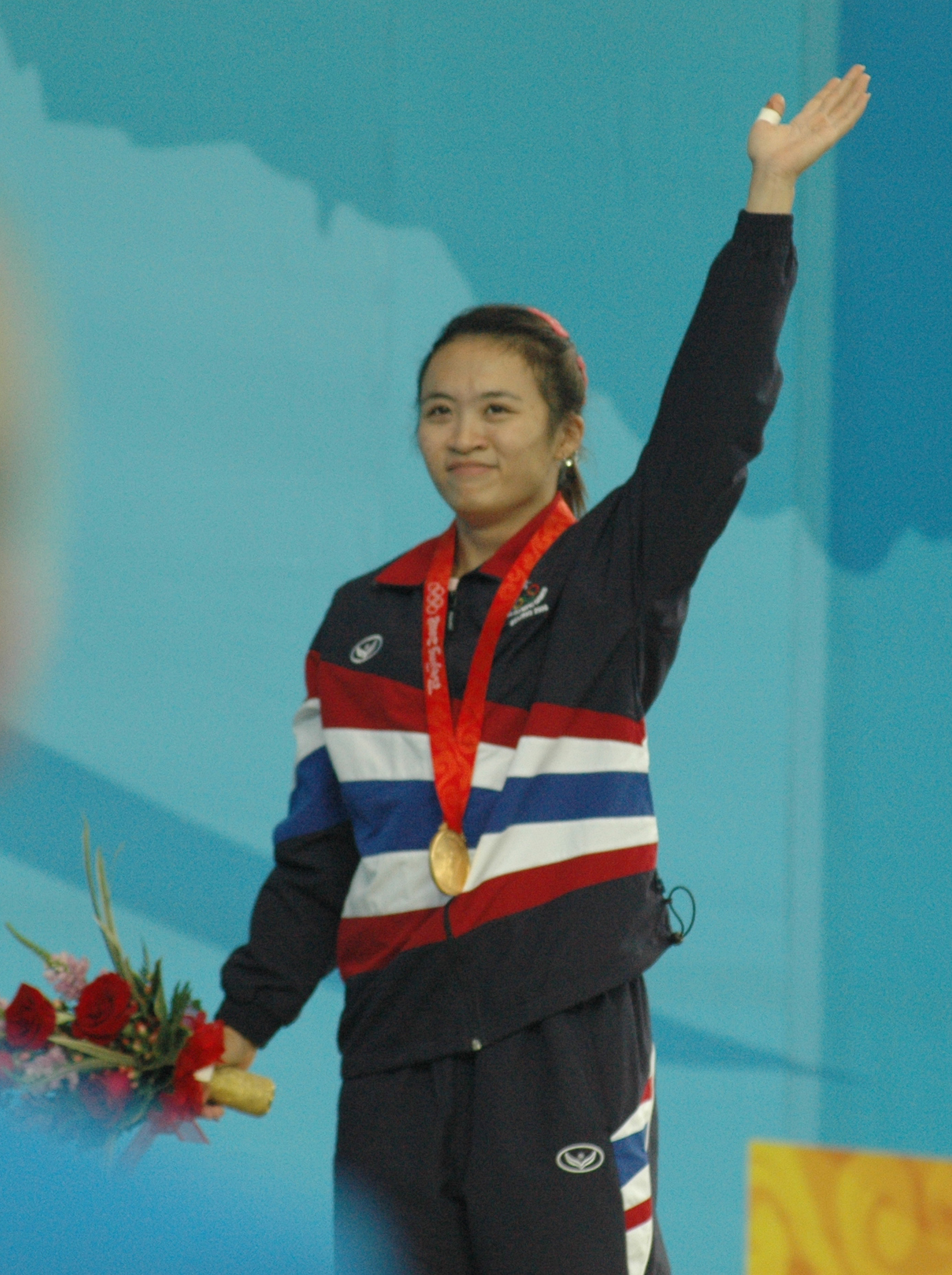

巴帕瓦迪·乍伦拉达那达拉恭（Prapawadee Jaroenrattanatarakoon，1984年5月29日—）出生于北揽坡府，是一名泰国举重运动员，身高1.57米。2010年，在广州亚运会53公斤级举重比赛中以215千克的成绩获得季军。